# Halicyclops incognitus
Halicyclops incognitus – gatunek widłonoga z rodziny Halicyclopidae,. Nazwa naukowa tych skorupiaków została opublikowana w 1962 roku przez biologa Hansa-Volkmara Herbsta. Gatunek ten został ujęty w Katalogu Życia.